# Suburbicair bisdom Velletri-Segni
Het Bisdom Velletri-Segni (Latijn: Dioecesis Veliterna-Signina, Italiaans: Sede suburbicaria di Velletri-Segni) is een suburbicair bisdom nabij Rome. Van 1105 tot 1914, was de zetel van Velletri gecombineerd met die van Ostia. In 1981 werden de bisdommen van Velletri en Segni samengevoegd tot een nieuw bisdom.
De huidige kardinaal-bisschop van Velletri-Segni is Francis Arinze. Het dagelijks bestuur van het bisdom berust bij een andere bisschop: Stefano Russo.

## Lijst van kardinaal-bisschoppen van Ostia-Velletri
Zie de lijst van kardinaal-bisschoppen van Ostia-Velletri

## Lijst van kardinaal-bisschoppen van Velletri
| Periode episcopaat | Naam                  |
| ------------------ | --------------------- |
| 1914-1917          | Diomede Falconio      |
| 1917-1933          | Basilio Pompilj       |
| 1933               | Bonaventura Cerretti  |
| 1933-1946          | Enrico Gasparri       |
| 1946-1965          | Clemente Micara       |
| 1965-1973          | Fernando Cento        |
| 1973-1974          | Ildebrando Antoniutti |

## Lijst van kardinaal-bisschoppen van Velletri-Segni
| Periode episcopaat | Naam              |
| ------------------ | ----------------- |
| 1974-1993          | Sebastiano Baggio |
| 1993-2005          | Joseph Ratzinger  |
| 2005-heden         | Francis Arinze    |

## Kardinaal-bisschoppen van Velletri-Segni die paus werden
| Periode episcopaat | Naam bisschop    | (latere) pausnaam   |
| ------------------ | ---------------- | ------------------- |
| 1993 - 2005        | Joseph Ratzinger | paus Benedictus XVI |